# Козловский, Михаил Семёнович
Князь Михаил Семёнович Козловский (ок. 1700 — май 1767) — российский государственный деятель, генерал-майор, тайный советник.

## Биография
Родился около 1700 года — старший сын генерал-майора Семёна Михайловича Козловского (ум. 03.1745) и его жены (с 1698) Анны Алексеевны Урусовой (ок. 1683 — 15 июня 1712). Его младший брат — генерал-поручик, сенатор, обер-прокурор Синода Алексей Семёнович Козловский; в семье было ещё пять дочерей.
С марта 1763 по май 1767 был гражданским губернатором Смоленской губернии при генерал-губернаторе В. В. Ферморе.
Был награждён орденом Святой Анны (22.09.1765).

## Семья
Жена — графиня Мария Николаевна, урождённая Салтыкова (?—1785). У них было 4 дочери и 4 сына:
- Николай (1749—1812), статский советник
- Семён (1755—1806), его внучка Екатерина Алексеевна — жена Е. Н. Серчевского
- Дмитрий
- Александр (?—1813)
- Екатерина (1756—1828)
- Анна (1757—1824), в монашестве Анфиния, игуменья московского Алексеевского монастыря
- Анастасия (1759—1831)
- Наталия (1767—1841)

По pазделу с братом в 1745 году ему досталось в Козельском уезде село Староселье и сельцо Головино, в Романовском уезде — д. Ишманово. Также в Рязанском уезде за ним числилось село Стенкино и деревня Демкина (474 души). За женой в Малоярославецком уезде — п. Терехово, в Боровском уезде — с. Ильинское; в Медынском уезде — д. Некрасово; в Козельском уезде — с. Борятино, д. Семениха и Федьково.